# Jean-Baptiste Le Gras
Jean-Baptiste Le Gras, mort en février 1583, est un prélat français du XVIe siècle, évêque de Tréguier. 

## Biographie
Jean-Baptiste Le Gras un membre de l'ordre des dominicains est nommé par le pape Grégoire XIII évêque de Tréguier en 1572 à la suite de la résignation de Claude de Kernevenoy. Il meurt en février 1583.